# Premi e riconoscimenti di Mylène Farmer
Quella che segue è una lista dei premi e riconoscimenti di Mylène Farmer nel corso dell'intera carriera discografica.

## Ricapitolativo delle ricompense
Cérémonie des Ecrans d'Or Télé Loisirs 
- 1988 - Ecran d'Or de la Chanteuse française

 Victoires de la Musique 
- 1988 - Artista interprete femminile dell'anno
- 1997 - Album il più esportato dell'anno (Anamorphosée)
- 2005 - Artista interprete femminile degli ultimi 20 anni

 World Music Awards 
- 1993 - Migliori vendite dell'album in Francia dell'anno (L'autre...)

 Saphirs des Clips 
- 1999 - Videoclip del secolo (Libertine)

 NRJ Music Awards 
- 2000 - Album francofono dell'anno (Innamoramento) / Spettacolo dell'anno (Mylenium Tour) / Artista femminile francofona dell'anno
- 2001 - Artista femminile francofona dell'anno
- 2002 - Artista femminile francofona dell'anno
- 2003 - Artista femminile francofona dell'anno
- 2006 - Album francofono dell'anno (Avant que l'ombre...)
- 2009 - Album francofono dell'anno (Point de suture)
- 2012 - Award di Diamante per l'intera carriera

 M6 Awards 
- 2000 - Più bel videoclip dell'anno (Optimistique-moi)

 NRJ Ciné Awards 
- 2007 - Migliore doppiaggio cinematografico (Arthur e il popolo dei Minimei)

 Eurovision Song Contest 
- 1991 - (Désenchantée) / OGAE Song Contest
- 2011 - (Lonely Lisa) / OGAE Video Contest

## Premi ricevuti
Cérémonie des Ecrans d'Or Télé Loisirs 
| Premio                                      | Data        |
| ------------------------------------------- | ----------- |
| 1988 - Ecran d'Or de la Chanteuse française | aprile 1988 |

 Victoires de la Musique 
| Premio                                                   | Data             |
| -------------------------------------------------------- | ---------------- |
| 1988 - Artista interprete femminile dell'anno            | 19 novembre 1988 |
| 1997 - Album il più esportato dell'anno (Anamorphosée)   | 10 febbraio 1997 |
| 2005 - Artista interprete femminile degli ultimi 20 anni | 5 marzo 2005     |

 World Music Awards 
| Premio                                                               | Data           |
| -------------------------------------------------------------------- | -------------- |
| 1993 - Migliori vendite dell'album in Francia dell'anno (L'autre...) | 12 maggio 1993 |

 Saphirs des Clips 
| Premio                                  | Data |
| --------------------------------------- | ---- |
| 1999 - Videoclip del secolo (Libertine) | 1999 |

 NRJ Music Awards 
| Premio                                                   | Data            |
| -------------------------------------------------------- | --------------- |
| 2000 - Album francofono dell'anno (Innamoramento)        | 22 gennaio 2000 |
| 2000 - Spettacolo dell'anno (Mylenium Tour)              | 22 gennaio 2000 |
| 2000 - Artista femminile francofona dell'anno            | 22 gennaio 2000 |
| 2001 - Artista femminile francofona dell'anno            | 20 gennaio 2001 |
| 2002 - Artista femminile francofona dell'anno            | 19 gennaio 2002 |
| 2003 - Artista femminile francofona dell'anno            | 18 gennaio 2003 |
| 2006 - Album francofono dell'anno (Avant que l'ombre...) | 21 gennaio 2006 |
| 2009 - Album francofono dell'anno (Point de suture)      | 17 gennaio 2009 |
| 2012 - Award di Diamante per l'intera carriera           | 28 gennaio 2012 |

 M6 Awards 
| Premio                                                | Data             |
| ----------------------------------------------------- | ---------------- |
| 2000 - Più bel videoclip dell'anno (Optimistique-moi) | 17 novembre 2000 |

 NRJ Ciné Awards 
| Premio                                                                      | Data            |
| --------------------------------------------------------------------------- | --------------- |
| 2007 - Migliore doppiaggio cinematografico (Arthur e il popolo dei Minimei) | 1º ottobre 2007 |

## Riconoscimenti discografici
Singoli 
Libertine (Singolo d'argento)
Tristana (Singolo d'argento)
Sans contrefaçon (Singolo d'oro)
Pourvu qu'elles soient douces (Singolo d'oro)
À quoi je sers... e Allan (Live) (Singolo d'argento)
Désenchantée (Singolo d'oro)
L'Âme-Stram-Gram (Singolo d'argento)
Souviens-toi du jour (Singolo d'argento)
Optimistique-moi (Singolo d'argento)
Les mots (singolo) (Singolo d'oro)
C'est une belle journée (Singolo d'argento)
Fuck them all (Singolo d'argento)
Slipping away (Crier la vie)      (Singolo d'oro)
 Album 
Cendres de lune (Disco d'oro)
Ainsi soit je... (Disco d'oro - Disco d'oro in Svizzera - Disco di platino - Doppio disco di platino - Disco di diamante)
L'autre... (Doppio disco di platino - Disco di diamante)
Dance Remixes (Doppio disco d'oro)
Anamorphosée (Doppio disco di platino - Disco d'oro in Svizzera - Disco di diamante)
Live à Bercy (Disco d'oro in Belgio)
Innamoramento (Disco d'oro in Svizzera - Disco d'oro in Belgio - Disco d'oro Edizione Limitata - Doppio disco di platino - Disco di diamante)
RemixeS (Disco d'oro)
Les mots (Disco di diamante (doppio album))
Avant que l'ombre... (Disco d'oro in Belgio - Doppio disco di platino)
Point de suture (Doppio disco di platino)
N°5 on Tour (Doppio disco di platino)
Bleu noir (Disco di diamante)
2001.2011 (Doppio disco di platino - Disco d'oro)
 Video 
Les Clips (Video di platino)
Les Clips II (Doppio video di platino)
En Concert 89 (Doppio disco d'oro)
Les Clips III (Video d'oro)
Music Videos (Triplo video di platino)
Live à Bercy 96 (Video di diamante - Disco di platino)
Music Video II & III (Video di diamante)
Mylènium Tour (Doppio disco di platino - Video di diamante)
Avant que l'ombre... À Bercy (Video di diamante)
Music Videos IV (Video di diamante)
Mylène Farmer Stade de France (Video di diamante - Disco d'oro)

## Nomination
Victoires de la Musique 
- 1986 - Categoria : Videoclip dell'anno (Libertine)
- 1987 - Categoria : Videoclip dell'anno (Tristana
- 1988 - Categoria : Videoclip dell'anno (Sans contrefaçon)
- 1990 - Categoria : Videoclip dell'anno (Pourvu qu'elles soient douces)
- 1992 - Categoria : Artista interprete femminile dell'anno
- 1992 - Categoria : Arrangiamento dell'anno (Laurent Boutonnat per L'autre...)
- 1992 - Categoria : Videoclip dell'anno (Désenchantée)
- 1997 - Categoria : Spettacolo musicale dell'anno (Tour 1996)
- 2000 - Categoria : Artista interprete femminile dell'anno
- 2000 - Categoria : Spettacolo musicale dell'anno (Mylenium Tour)
- 2001 - Categoria : Artista interprete femminile dell'anno
- 2001 - Categoria : Spettacolo musicale dell'anno (Mylenium Tour)

 NRJ Music Awards 
- 2002 - Categoria : Duo francofono dell'anno (Les mots, con Seal)
- 2006 - Categoria : Artista femminile francofona dell'anno
- 2007 - Categoria : Duo francofono dell'anno (Slipping away - Crier la vie, con Moby)
- 2009 - Categoria : Artista femminile francofona dell'anno
- 2011 - Categoria : Artista femminile francofona dell'anno